# Coop (Pays-Bas)
Pour les articles homonymes, voir Coop.
Coop est une chaîne de supermarchés coopératives de la grande distribution des Pays-Bas, créée en 1865 à Zaandam.

## Histoire
En 1865, la chaîne coopérative est créée à Zaandam, dans la Hollande-Septentrionale, aux Pays-Bas.
En 2002, Coop fusionne avec l'entreprise Codis pour devenir CoopCodis. Les anciens supermarchés « E-markt » et « Volumemarkt » qui appartenaient au groupe Codis deviennent presque tous des magasins Coop, car à Flardingue on trouve encore un E-markt. Tous les Volume-markt ont été transformés en Coop.
En 2008, Coop agrandit avec le rachat de 43 supermarchés Edah appartenant au groupe Laurus.

## Formules

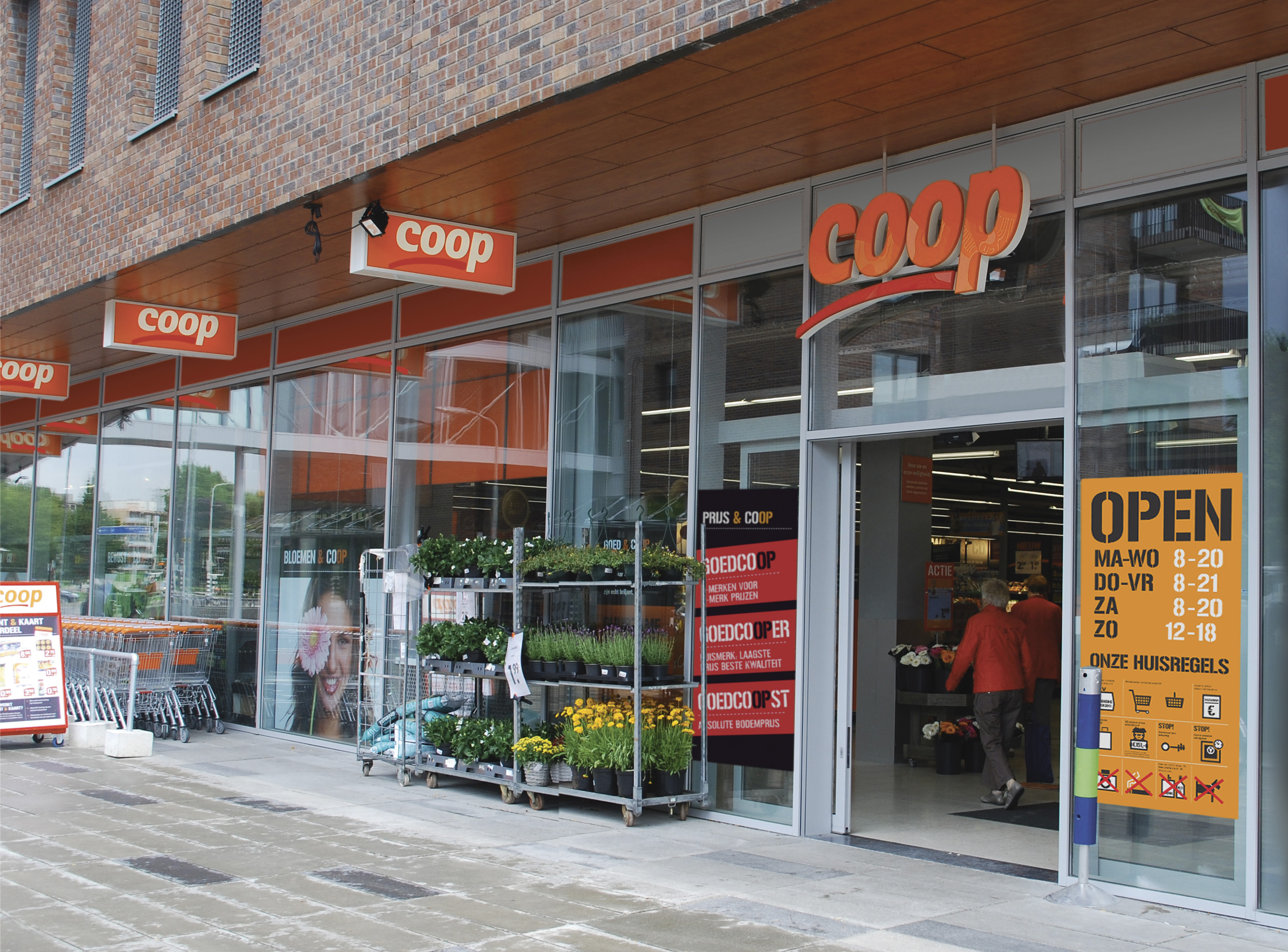
Un supermarché Coop à Velp, dans la province de Gueldre

La chaîne coopérative des Pays-Bas possède 3 formules différentes :
- CoopCompact, magasins de proximité
- Coop, 150 supermarchés générales
- Supercoop, supermarchés plus grands avec des produits discount, 40 magasins

## Identité visuelle

### Logos

Logo actuel de Coop Pays-Bas depuis 2008

## Slogans
- [Quand ?] - 2010 : « Sain et fructueux » (Lekker Gezond, Lekker Voordelig)
- depuis 2010 : « Chez Coop vous êtes le chef ! » (Bij Coop bent u de baas !)

#### Autres acteurs de la grande distribution aux Pays-Bas
- Aldi • Lidl • Spar
- Liste d'enseignes de la grande distribution aux Pays-Bas